# Lipki Wielkie
Lipki Wielkie (deutsch Lipke) ist ein Dorf in der polnischen Woiwodschaft Lebus. Es ist Teil der Landgemeinde Santok (deutsch Zantoch) im Kreis Gorzow. Im Jahr 2011 hatte das Dorf 1242 Einwohner.

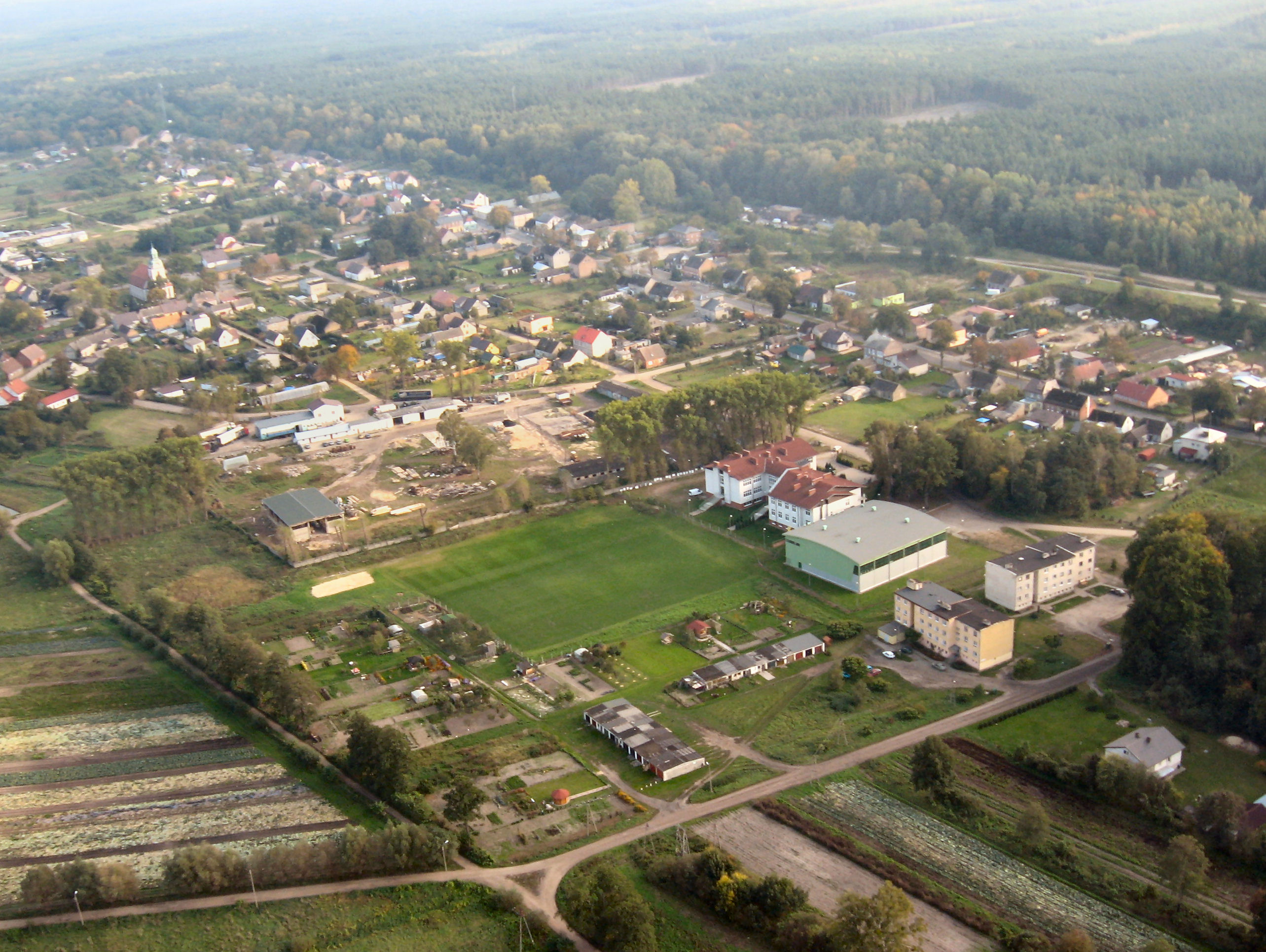
Lipki Wielkie im 2007

## Geographie
Lipki Wielke liegt in der historischen brandenburgischen Landschaft Neumark, zwischen dem Netzebruch und dem Notecka-Wald (Puszcza Notecka) an der linken Seite der Netze (Noteċ).

### Kommunikationen
Das Dorf liegt an der Woiwodschaftsstraße 158, 25 Kilometer östlich von Landsberg an der Warthe (Gorzów Wielkopolski) und 25 km südwestlich von Driesen (Drezdenko). Die Entfernung zur Gemeindehauptort Santok ist 12 km.
Im Wald südöstlich vom Lipke befindet sich ein kleiner Flugplatz.

## Geschichte

### Dorfgeschichte

#### Frühgeschichte und Gründung
Der sumpfige Netzebruch gehörte seit dem Mittelalter zur Herrschaft von Zantoch. Das Gebiet kam wahrscheinlich im 1492 an die Familie von Rülicke. Lipke wird erstmals zu Weihnachten 1580 erwähnt, als die Gebrüder Wolf und Christoph von Rülicke auf Gralow (Gralewo), „armen Leutten auf der Lybky“ zu bauen erlaubten. Lybky ist ein aus dem slawischen übernommenen Flurname mit der Bedeutung Lindenhügel oder die kleinen Linden.

#### Bis 1700
Im 1601 ließ sich Christoph von Rülickes Sohn, Dietrich in Lipke nieder und begann den Schloss zu errichten. Der Dreißigjährige Krieg führte zu einer Niedergang der Familie Rülicke.

#### Lipke im 18. Jahrhundert
Ab der ersten Hälfte des 18. Jahrhunderts war das Dorf im Besitz der Familie von Brandt darunter Christian von Brandt und Christoph Ernst von Brandt. Der Netzebruch bevölkerte sich allmählich und neue Siedlungen (Bernhardinenhof, Christiansaue, Lipkesbruch, Annenaue, Lousisenaue, Esperance, Antoinettenlust und Albrechtsthal) wurden oft nach Mitgliedern der Familie von Brandt benannt. Zu den nördlich gelegenen Siedlungen wurden zwei erhöhte Zufahrtsstraßen, der große und der kleine Damm, angelegt. Die nach dem Siebenjährigen Krieg durchgeführten Meliorationen brachten eher Verbesserungen auf der rechten Netzeseite. Neben der an der Landstraße angelegte Straßendorf Alt-Lipke mit dem Gut, wurde um 1787 die Ortschaft Neu-Lipke angelegt, das später alle Straßen und Gassen zwischen der Chaussee und Albrechtstal (heute etwa an der östlichen Ende von der Koscielna-Straße gelegen) umfasste. Lipke blieb im Besitz der Familie von Brandt bis Anfang des 19. Jahrhunderts.

#### Lipke im 19. Jahrhundert
Im 1806 und 1828 hieß der Besitzer von Zinnow. 1837 ging das Dorf in den Besitz der bürgerlichen Familie Lehmann aus dem Landkreis Lebus über, deren Vertreter zu dieser Zeit Johann Gottlieb Lehmann (1781–1853) war, Jurist, Politiker und Bürgermeister von Frankfurt (Oder). Auf ihn folgte Ludwig Lehmann. Im Jahr 1879 gehörte der 1360,42 ha große Besitz dem Baron von Schlotheim.

#### 1900 bis 1945

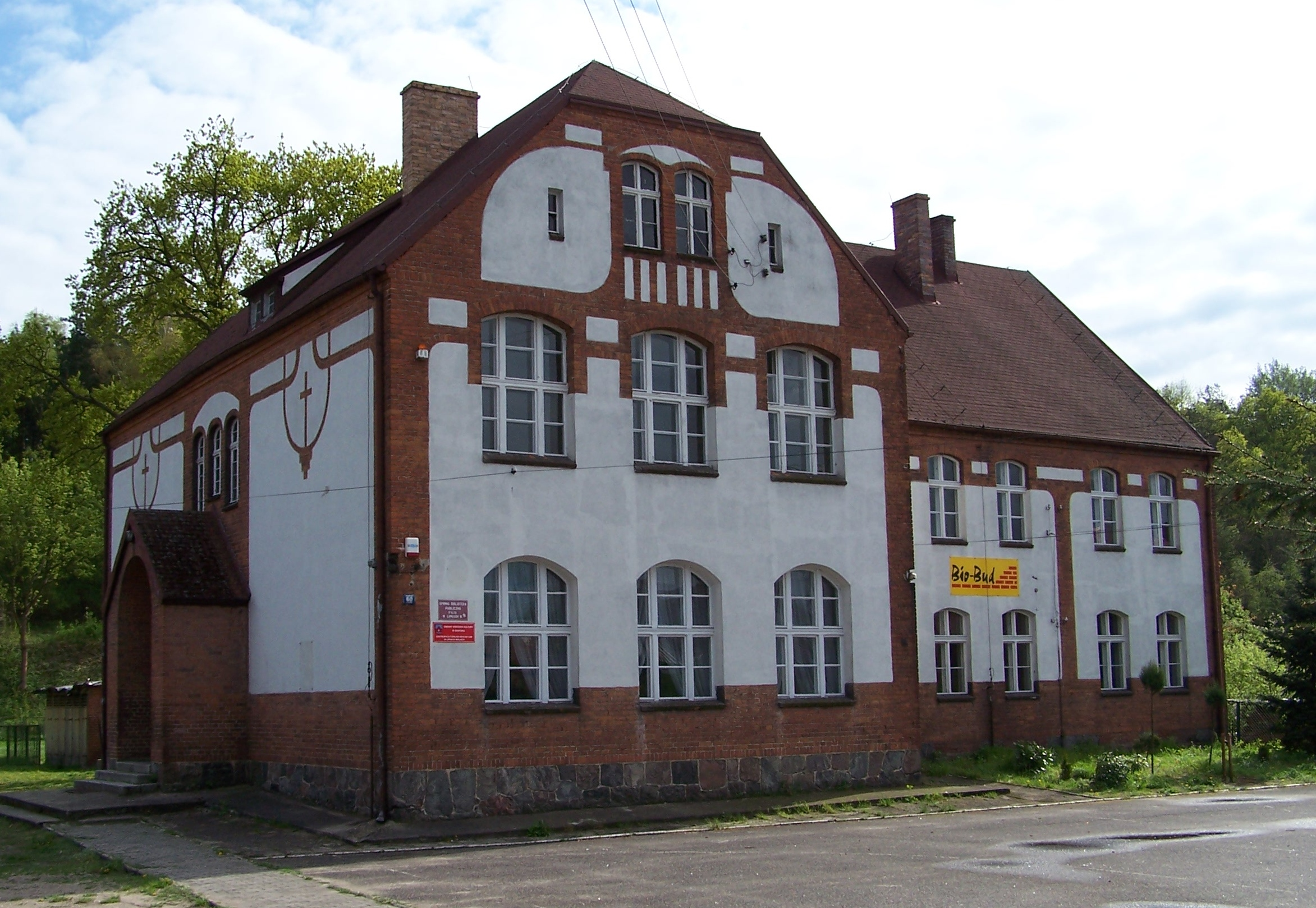
Alte Schule

Von 1902 bis 1945 war das Anwesen im Besitz der Familie Lent. Im 1914 umfasste das Rittergut „Alt-Lipke“ mit Pollychener Holländer 897 ha Land, davon 254 ha Acker und Gärten. Besitzer war der Baurat Alfred Lent in Berlin. und 1929 Hans Wolfgang Lent.
Nach dem Friedensvertrag von Versailles war die polnische Grenze 20 km entfernt. In den Jahren 1935–36 wurde die Eisenbahnstrecke Altbeelitz (Stare Bielice)–Driesen (Drezdenko)–Schwerin an der Warthe (Skwierzyna), geöffnet, mit Station in Lipke.
Bis 1945 zählte Lipke zum Landkreis Landsberg/Warthe. Am 29. Januar 1945 rückte die rote Armee im Dorf ein. Ab 1. Juli 1945 wurde die deutsche Bevölkerung vertrieben, die letzten im März 1946. Das Gebiet wurde unter polnische Verwaltung gestellt und Flüchtlinge aus den ehemals Polen zugehörigen Gebiete östlich der Curzon-Linie wurden angesiedelt.

#### Nach 1945
Nach dem 2. Weltkrieg wurde das Gutshauptgebäüde verwüstet und geplündert, erst in der Mitte der 1950er Jahre wurde es für die Bedürfnisse des staatlichen Kinderferienheims Julian Tuwim umgenutzt und in den Jahren 1961–63 zu einer staatlichen Sonderschule und Bildungszentrum umgebaut. Der Umbau in den frühen 1960er Jahren veränderte das Aussehen des Schlosses erheblich: zwei Treppentürme wurden abgerissen und die Steinbalustrade der Terrasse auf der Orangerie entfernt. Um 2010 wurde die Infrastruktur der Sonderschule um 2010 mit Aula, Übungsräume und Freiluftbühne ausgeweitet, als Teil eines Deutsch-Polnischen Projekts. Die Sonderschule mit Bildungszentrum besteht noch (2022), ausgeweitet mit einer Kochausbildung.
Im 1988 wurde die Eisenbahnstrecke geschlossen.

### Geschichte der Kirche

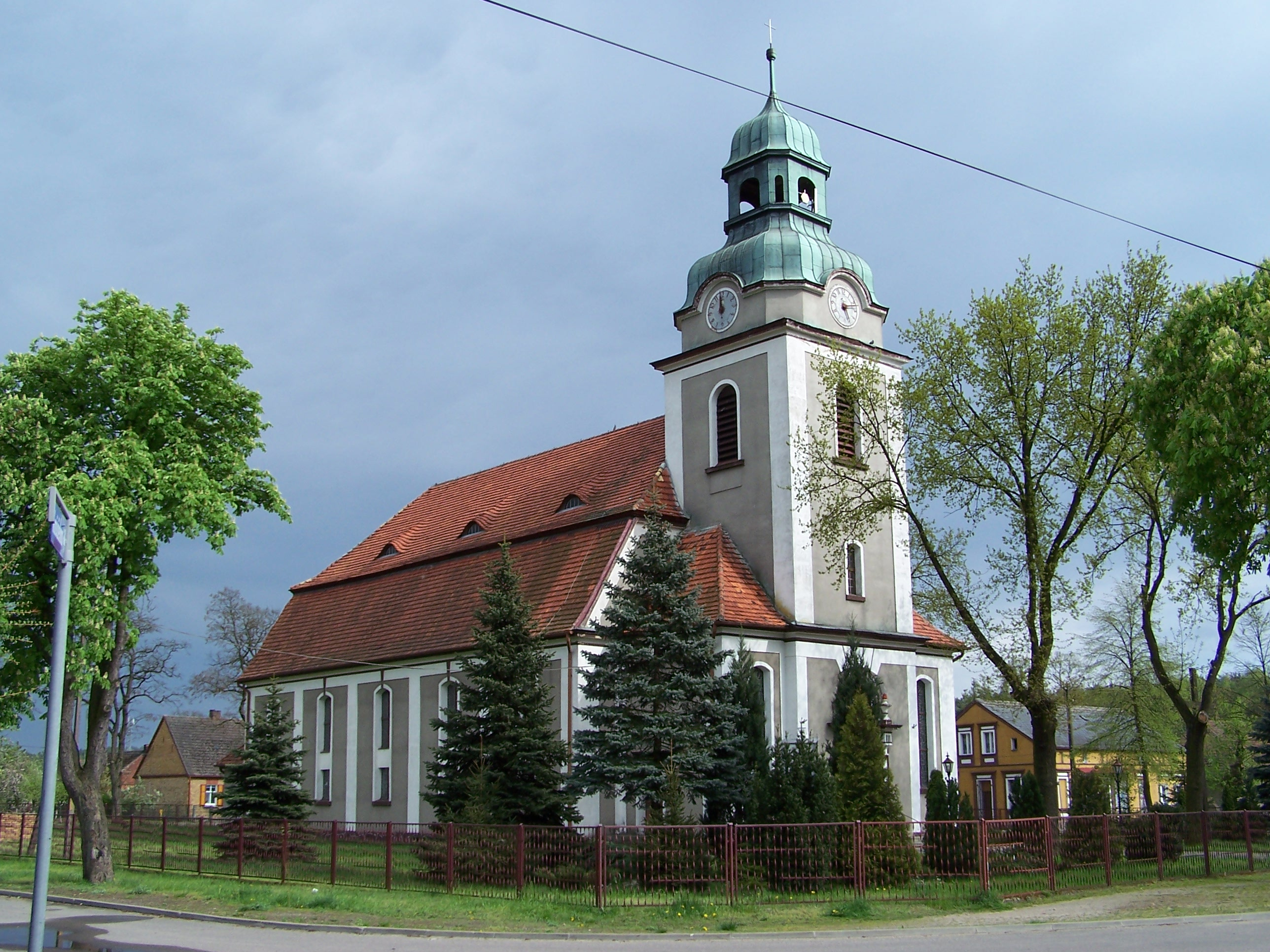
Kirche in Lipki Wielkie

Eine evangelische Kirchgemeinde bestand schon 1647. Eine Kirche in Lipke wird 1692 urkundlich erwähnt. Ursprünglich war die Kirche in Lipke eine Filiale der Gemeinde in Guscht (Goszczanów). Patronatsherren waren die gutsbesitzenden Familien von Rühlicke, von Brand und Lehmann. Ab 1861 unterstanden der Kirchgemeinde Lipke auch die Kirchen in Lipkeschbruch (Lipki Male) und Pollychener Holländer (Nowe Polichno). Die jetzige Pfarrkirche der Geburt der Heiligen Jungfrau Maria entstand 1911.

## Wappen
Das Gemeindewappen, bekannt spätestens seit der Zwischenkriegszeit, zeigt im Grün drei goldene Weizenhalme.